# Sztyga
Sztyga, styga, okrągła kopka – 8 albo 9 snopów ustawionych po okręgu opartych ukośnie o jeden, ustawiony pionowo w środku. W przypadku, gdy zboże było wilgotne, ustawiano sztygi o mniejszej liczbie snopów. 

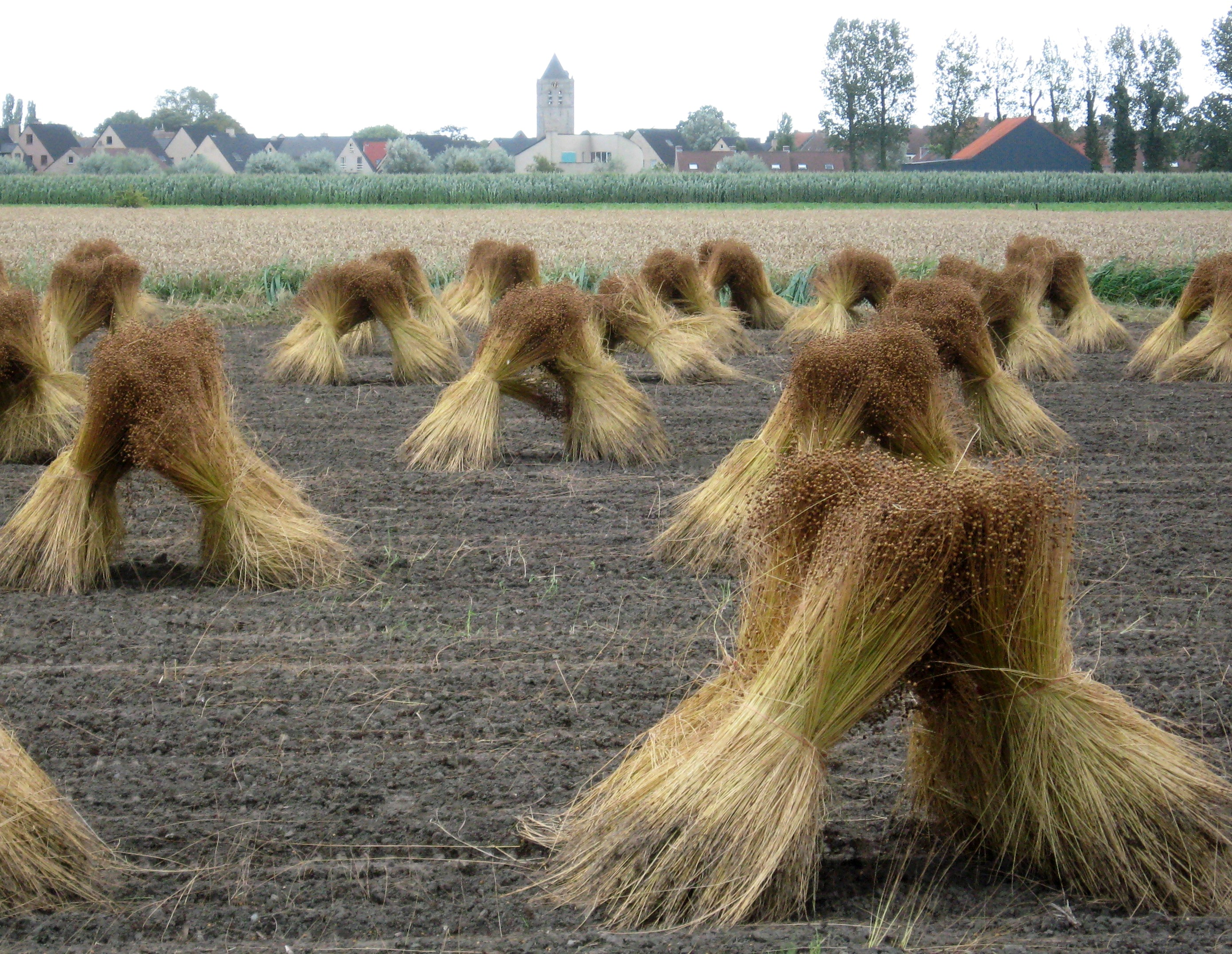
Wilgotne snopy lnu ułożone w sztygi.

W inny sposób były układane, najczęściej na Podkarpaciu, mendle.